# Virus de la verola del mico
El virus de la verola del mico (MPV o MPXV) és un virus d'ADN de doble cadena que causa la malaltia anomenada "verola del mico" en humans i altres animals, i pertany al gènere Orthopoxvirus de la família Poxviridae, que inclou els virus de la verola (VARV), de la verola bovina (CPX) i de la vaccinia (VACV). Malgrat que la simptomatologia és similar a la de la verola, la gravetat i la taxa de mortalitat en són més baixes.
S'ha observat una variació en la virulència del virus en aïllats de l'Àfrica Central, on les soques són més virulentes que les de l'Àfrica occidental. Les dues àrees tenen diferents clades del virus, anomenades conca del Congo (Àfrica Central) i clades d'Àfrica Occidental.

## Dipòsit
La verola del mico és transportada per alguns animals, entre els quals hi han els primats. Va ser identificat per primera vegada per Preben von Magnus a Copenhaguen, Dinamarca, l'any 1958 en micos macacs crancs (Macaca fascicularis) que s'utilitzaven com a animals de laboratori. El brot de 2003 als Estats Units es va localitzar a gossets de les praderies infectats per una rata de Gàmbia importada.
El virus de la verola del mico causa la malaltia tant en primats com en altres animals. El virus es troba principalment a les regions de la selva tropical de l'Àfrica central i occidental.

## Transmissió
El virus es pot transmetre tant d'animal a humà com de persona a persona. La infecció d'animal a humà pot produir-se mitjançant una mossegada d'un animal o pel contacte directe amb els líquids corporals d'un animal infectat. El virus es pot propagar d'humà a humà tant per la respiració de gotetes com per contacte amb fòmits (superfícies tàctils) dels líquids corporals d'una persona infectada. El període d'incubació és d'entre 10 i 14 dies. Els símptomes prodròmics inclouen inflor dels ganglis limfàtics, dolor muscular, mal de cap, febre, abans de l'aparició de l'erupció.

## Epidemiologia

Un mapa de la propagació del virus de la verola del mico a nivell mundial.

Com ja s'ha apuntat més amunt, el virus es troba principalment als boscos tropicals d'Àfrica Central i Àfrica Occidental. Es va descobrir per primera vegada en micos l'any 1958 i en humans l'any 1970. Entre 1970 i 1986, es van notificar més de 400 casos en humans. Petits brots virals amb una taxa de mortalitat del 10% i una taxa d'infecció secundària d'home a humà d'aproximadament la mateixa quantitat es produeixen habitualment a l'Àfrica Central i Occidental equatorial. Es creu que la via principal d'infecció és el contacte amb els animals infectats o els seus líquids corporals. El primer brot notificat fora d'Àfrica es va produir l'any 2003 al centre-oest dels Estats Units a Illinois, Indiana i Wisconsin, amb una ocurrència a Nova Jersey. No es va produir cap mort.